# Klasztor franciszkanów w Jaworzynce
Klasztor franciszkanów w Jaworzynce − dom zakonny franciszkanów w Jaworzynce, wchodzący w skład prowincji Wniebowzięcia NMP Zakonu Braci Mniejszych w Polsce, na terenie diecezji bielsko-żywieckiej, w województwie śląskim; pustelnia (romitorium), dom filialny klasztoru cieszyńskiego.
Patronką pustelni jest Matka Boża Anielska z Porcjunkuli.

## Historia
Dom zakonny został erygowany za prowincjałatu o. Ezdrasza Biesoka 8 listopada 2004, zarząd domu ustanowiono 7 lutego 2005. Pierwotnie wspólnota domu modlitwy (romitorium) miała swoją siedzibę w klasztorze w Wieluniu. W 2004 prawnie ustanowił romitorium prowincjalne w Jaworzynce na Śliwkuli prowincjał o. Ezdrasz Biesok. Zakonnicy przebywający w romitorium odwołują się do Reguły dla pustelni św. Franciszka z Asyżu, zgodnie z tradycjami Zakonu Braci Mniejszych. Na terenie romitorium obowiązuje regulamin zatwierdzony przez władze prowincji zakonnej. Na stałe wspólnotę stanowi dwóch braci.